# Perche (Einheit)
Die Perche war ein Längenmaß in Frankreich, Italien und der Schweiz. In Belgien war es der Dekameter. Sie entsprach der Rute und hatte für verschiedene Anwendungen auch abweichende Längen. Das wirkte sich auch auf das Flächenmaß, dem Arpent, aus. 100 Quadrat-Perche, was einem Arpent entsprach, hatte zwischen rund 34  und 51 Ar.
Nachdem im Jahr 1799 der Meter zu einer Länge von exakt 443,296 Pariser Linien definiert wurde, hatte der Pariser Fuß eine Länge von exakt 4500⁄13.853 Meter (≈ 32,48 cm). 
 Vorher unterlag das Maß regionalen Schwankungen, dementsprechend auch die davon abgeleiteten Maße.
In Frankreich unterschied man
- 1 Perche als Feldmaßrute = 18 Fuß = 2592 Pariser Linien = 81.000⁄13.853 Meter ≈  5,847 Meter
- 1 Perche als Landmaßrute = 20 Fuß = 2880 Pariser Linien = 90.000⁄13.853 Meter ≈ 6,497 Meter
- 1 Perche als Waldmaßrute = 22 Fuß = 3168 Pariser Linien = 99.000⁄13.853 Meter ≈ 7,146 Meter

Mit 22 Fuß wurde die Perche vermessen, wenn es sich um Staatsdomänen handelte (la Perche des cauxet forets)
Auf der Insel Bourbon schwankte das Maß zwischen 18 und 20 Pieds (Fuß)
Im Schweizer Kanton Neuenburg unterschied man ähnlich, aber mit anderen Werten:
- 1 Perche de champ (Feldrute) = 16 Pieds de champ ≈ 4,5944 Meter
- 1 Perche de vigne (Weingartenrute) = 16 Pieds du pays ≈ 4,69213 Meter

In Italien wurde die Perche in Pisa (Großherzogtum Toskana) bei der Feldvermessung verwendet. Allgemein war die Perche die Canna und eine Perche hatte überwiegend acht Palmi.
- 1 Perche = 5 Bracci = 60 Crazie = 20 Soldi = Quatrini = 240 Denari ≈ 1293,75 Pariser Linien[6] etwa  2,838 Meter (errechn. aus 1290 Pariser Linien ≈ 0,0473 Meter je Crazia[7])